# Seznam distribucí Linuxu
Toto je seznam distribucí Linuxu.

## Distribuce založené na balíčkovacím systému APT
- Adamantix – stránka projektu (anglicky): distribuce odvozená od Debianu se zaměřením na bezpečnost.
- Amber Linux – stránka výrobce (lotyšsky): distribuce odvozená od Debianu upravená pro potřeby lotyšských uživatelů.
- Bodhi Linux – lehká distribuce
- Danix – modifikace Debianu pro české prostředí.
- Debian GNU/Linux – distribuce je vyvíjena komunitním nekomerčním způsobem se širokou základnou dobrovolníků. Debian obsahuje velké množství balíčků (přes 43.000) a podporuje velké množství hardwarových platforem. Distribuce obsahuje pouze svobodný software a je silně konzervativní. Vzniknul zde balíčkovací systém APT a tak se distribuce Debian stala základem pro mnoho dalších odvozených distribucí.
- Debian Hardened – stránka projektu (anglicky): distribuce nabízející bezpečnější variantu Debian GNU/Linuxu.
- Devuan – založený na Debianu, bez systemd
- Dreamlinux – distribuce se zatím nejlepším vzhledem připomínajícím systém OS X. Původem z Brazílie. Nabízí rozhraní Xfce nebo GNOME.
- Elementary OS – distribuce odvozená od Ubuntu s vlastním uživatelským rozhraním Pantheon.
- Gnoppix – stránka projektu (anglicky): verze Knoppixu s okenním manažerem GNOME.
- Greenie Linux – systém založen na Ubuntu a přizpůsoben pro uživatele v SR a ČR.
- Guadalinex – distribuce odvozená od Ubuntu podporovaná andaluskou regionální vládou ve Španělsku (srovnej s EduLinux, Skolelinux).
- Hiweed GNU/Linux – stránka projektu: distribuce odvozená od Debianu s důrazem na snadnost práce.
- Kanotix – Live CD (distribuce spustitelná přímo z CD) odvozená z Knoppixu, která může být rovněž nainstalována na pevný disk jako plnohodnotná distribuce.
- Knoppix – verze založená na Debianu a uzpůsobená k bootování z CD s množstvím softwaru.
- Kubuntu – distribuce odvozená od Ubuntu, má KDE jako implicitní grafické prostředí.
- Kurumin – stránka projektu[nedostupný zdroj] (portugalsky): verze Knoppixu upravená pro Brazilské uživatele.
- Libranet – stránka projektu (anglicky)
- LinEx – stránka projektu (španělsky): podporovaná extremadurskou regionální vládou ve Španělsku.
- Linux Mint – distribuce založená na Ubuntu a zaměřená na uživatelskou přívětivost. Nabízí také verzi založenou na Debianu.
- Linux Mint Debian Edition – je rolling-release distribuce založená na Debianu-testing. Vzhledem a funkcemi se snaží co nejvíce přiblížit hlavní verzi Mintu založené na Ubuntu.
- Lubuntu – distribuce založená na Ubuntu, používající rozhraní LXQt.
- MEPIS – uživatelsky přívětivá distribuce odvozená od Debianu, která umožňuje si ji vyzkoušet jako Live CD než si ji nainstalujete.
- MyOS – uživatelsky jednoduchý a kvalitní operační systém založený na Ubuntu, který nainstalujete i na starší počítače.
- Pop!_OS: uživatelsky přívětivá distribuce založená na Ubuntu (první vydání na verzi 17.10); uživatelské prostředí GNOME; lze nabootovat jako Live CD
- Raspbian – odvozen od Debianu a určen k použití na počítačích rodiny Raspberry Pi.
- Rays Linux – stránka projektu (čínsky): odvozen od Debianu a optimalizována s ohledem na Asijský trh.
- SeOS 6 – systém tvořený společností TK, je založený na Ubuntu.
- Trisquel – stránka projektu (anglicky): distribuce odvozená z Ubuntu, založená na svobodném jádře Linux-libre.
- Ubuntu – distribuce odvozená z Debianu, sponzorovaná Canonical Ltd., od verze 17.10 uživatelské prostředí GNOME.
- Ubuntu cinnanom remix stránka projektu odnož ubuntu  s prostředím Cinnamon
- Ubuntu MATE stránka projektu odnož ubuntu s prostředím MATE
- Ubuntu budgie stránka projektu  odnož ubuntu s prostředím budgie
- Ubuntu GNOME – odnož Ubuntu, charakteristická grafickým prostředím GNOME.
- Xandros Desktop OS – stránka projektu (anglicky): je založen na dnes již neexistujícím Corel Linuxu, klade důraz na pohodlí uživatelů.
- Xubuntu – vychází z Ubuntu a nabízí rozhraní Xfce.

## Distribuce založené na balíčkovacím systému RPM
- ALT Linux – distribuce se zaměřená na uživatele píšící cyrilicí. Vydává se v několika verzích: s Master, Compact, Junior a Castle.
- Ark Linux – stránka projektu (anglicky): uživatelsky přívětivá distribuce, snažící se o systém bez nesvobodného softwaru.
- ASPLinux – stránka projektu (rusky): Linuxová distribuce přizpůsobená potřebám Ruštiny a jiných jazyků psaných cyrilicí.
- Aurox – polská distribuce s důrazem na multimedia a lokalizaci (je lokalizována i do češtiny). Na bázi Red Hat Linuxu.
- Blag Linux – stránka projektu (anglicky): distribuce odvozená z Fedora Core. Jejím cílem bylo zmenšit velikost instalačních dat na 1 CD (výběrem balíčků).
- CentOS – klon Red Hat Enterprise Linuxu vyvíjený komunitou.
- Cobind Desktop
- Fedora – následovník Red Hat Linuxu a Fedora Core. Určena pro nekomerční využití, vyvíjená komunitou za pomoci firmy Red Hat.
- Linux Mobile System – stránka projektu (anglicky a španělsky): distribuce odvozená od Fedora Core pro běh z USB Mass Storage zařízení.
- Mageia – vznikla jako "fork" distribuce Mandriva Linux, na vývoji se podílí řada bývalých zaměstnanců Mandrivy. Je vhodná pro začátečníky.
- Magic Linux – jednoduchá distribuce pro čínské uživatele.
- Mandriva Linux – jedna z nejpřívětivějších distribucí pro běžné uživatele. Dříve známá jako "Mandrake Linux".
- Novell Linux Desktop – stránka projektu (anglicky): poté, co Novell převzal SUSE, jsou jejich produkty založené na obou dříve nezávislých distribucích.
- OpenMandriva Lx
- openSUSE – distribuce sponzorovaná SUSE. Je vhodná pro běžné i pokročilejší uživatele. Je vcelku dobře lokalizovaná do češtiny. openSUSE je vydáván ve dvou verzích, Leap a Tumbleweed. Distribuce Leap (k 03/2017 aktuálně ve verzi 42.2) se vydává jednou za půl roku ve velké aktualizaci (ve formě balíčů i ISO obrazu), takže pokud ji chcete využít, musíte provést upgrade nebo novou instalaci. Oproti tomu distribuce Tumbleweed je rolling release, tzn. že jsou stále dostupné nejaktuálnější verze balíčků a jádra, takže se aktualizuje průběžně, cca 1-2x týdně.
- PCLinuxOS – rolling release Live CD distribuce s pověstí dobře vyladěného vzhledu a snadné instalace. Původně založená na Mandrake 9.2. PCLinuxOS se od té doby vyvíjí samostatně se zaměřením na desktopové uživatele. Používá sice balíčky RPM, ale vyčleňuje se jejich správou pomocí Advanced Packaging Tool společně s grafickým rozhraním Synaptic.
- PCQLinux – stránka výrobce (anglicky): distribuce založená na Fedora Core vyvíjená indickým magazínem PCQuest.
- Planet CCRMA – upravená verze Fedory pro multimediální využití.
- PLD Linux Distribution – stránka projektu (anglicky, polsky): polská distribuce pro pokročilejší uživatele.
- Red Flag Linux – stránka projektu (anglicky, čínsky): distribuce pro čínské prostředí.
- Scientific Linux – klon Red Hat Enterprise Linuxu vyvíjený ve Fermilab a CERNu.
- StartCom – stránka projektu (anglicky): je izraelský klon Red Hat Enterprise Linuxu. Kromě serverové části obsahuje i distribuci pro práci s multimédii (tzv. StartCom MultiMedia Edition).
- Tinfoil Hat Linux – distribuce pro uživatele kladoucího důraz na bezpečnost a paranoiu.
- Trustix – distribuce se zvýšenými ohledy na bezpečnost.
- Turbolinux – distribuce populární v Asii, vychází z Red Hat Linuxu. Člen United Linux.
- Vine Linux – japonská distribuce odvozená od Red Hatu.
- White Box Linux – stránka projektu (anglicky): klon Red Hat Enterprise Linuxu, zaostává v aktualizacích a nových verzích.
- Yellow Dog Linux – distribuce založená na Red Hatu pro platformu PowerPC.
- YOPER – „Your Operating System“, desktopová distribuce z Nového Zélandu.

## Distribuce používající jiný balíčkovací systém
- Alpine Linux – zaměřený na jednoduchost a bezpečnost, bez systemd, používaný jako základ kontejnerů
- Antergos – distribuce založená na Arch Linuxu, ale uživatelsky komfortnější.[1]
- ArchBang – distribuce založená na Arch Linuxu. Jako výchozího správce oken používá Openbox. Je možné jej spustit i jako Live CD.
- Arch Linux – distribuce optimalizovaná pro procesory třídy 686 a vyšší. Vyniká rychlostí, maximální možností nastavení a bezpříkladnou aktuálností softwaru. Má vlastní balíčkovací systém „pacman“. Je doporučena pouze zkušeným uživatelům.
- BlackMouse – distribuce založená na Slackware Linuxu používající pkgsrc balíčkovací systém.
- Calculate Linux – distribuce založená na Gentoo. Vychází ve čtyřech verzích (pro desktop, server, multimédia a s vlastním výběrem balíčků). Všechny verze jsou dostupné jako Live CD.
- Exherbo – distribuce založená Bryanem Østergaardem, stávajícím vývojářem Gentoo. Principy této distribuce se podobají Gentoo, avšak chtějí se vyvarovat jeho chyb.
- ForesightLinux – mladá distribuce založená na balíčkovacím systému Conary, základ pro Live CD GNOME a Gnome Developer Kit.
- Garuda Linux – moderní rolling release distribuce založená na Arch Linuxu
- Gentoo – distribuce pro nadšence a profesionály zakládající si na kompilaci ze zdrojového kódu. Její balíčky obsahují informaci, jak zkompilovat danou aplikaci, spíše než již zkompilovanou binární verzi. Je navržen k tomu, aby měl jeho uživatel co nejlépe optimalizovaný a nejnovější software. Jako balíčkovací systém používá Portage.
- GoboLinux – tato distribuce předefinovala běžnou souborovou architekturu ve snaze o její větší intuitivnost.
- Google Chrome OS – je určen téměř výhradně pro práci s internetem.
- Chakra Linux – distribuce vycházející z Arch Linuxu. Je zaměřena zejména na prostředí KDE a knihovnu Qt. Jako balíčkovací systém používá „pacman“.
- Impi Linux – jihoafrická distribuce zaměřující se na potřeby afrických uživatelů.
- Lunar Linux – distribuce založená na zdrojovém kódu, odvozená z Sorcerer GNU/Linux.
- Manjaro Linux – distribuce vycházející (a 100% kompatibilní) s Arch Linuxem, ale používá své vlastní repozitáře. Snaží se o uživatelskou přívětivost.
- MkLinux – distribuce pro PowerPC, která běží jádro Linuxu jako server na Mach microkernel.
- NimbleX – velmi se podobá distribuci Slax a má v současnosti velmi bohatou nabídku modulů.
- Onebase Linux – distribuce určená pro široký okruh uživatelů.
- Plamo Linux – Japonská distribuce založená na Slackware.
- Sabayon Linux – distribuce založená na Gentoo. Drží se myšlenky, že po instalaci je systém nastavený a připravený k použití včetně všech potřebných programů. Používá model rolling release.
- Slackware – jedna z nejstarších distribucí známá svým zaměřením na jednoduchost, bezpečnost a přizpůsobitelnost. Používá nejnovější software a automatizované nástroje. Je vhodná pro pokročilé uživatele.
- Slax – v Česku vyvíjená Live CD distribuce s nástroji na tvoření vlastního Live CD. Lze použít i malý USB flash disk pro spuštění počítače (stačí 200 MB).
- Sorcerer GNU/Linux – distribuce založená na zdrojovém kódu.
- Source Mage – distribuce založená na zdrojovém kódu, odvozená z Sorcerer GNU/Linux.
- Tiny Core Linux – minimalistická distribuce, požívající vlastní TCZ balíčky (připojované jako loop při bootu nebo na žádost)
- Void Linux – rolling-release distribuce bez systemd
- Zenwalk – francouzská distribuce založená na Slackware Linuxu.

## Malé a lehké distribuce pro použití na starších počítačích
- antiX – lehká distribuce založená na Debian Stable
- Austrumi – lotyšská Live CD mini-distribuce je založená na Slackware. Podobná Puppy Linux, ale profesionálnějšího vzhledu a širších možností. Používá okenní manažer Fvwm95.
- Basic Linux – je určena pro velmi starý hardware, jako je 386/486. Vydává se na 2 disketách namísto běžného CD. Že je odvozená ze Slackware jí umožňuje využívání programů přímo z jiné instalace Slackware.
- Damn Small Linux – asi nejstarší minidistribuce určená pro mini-cd. Je určen na slabý hardware a nebo jako záchranný disk na Live CD. Má vlastní balíčkovací systém *.dsl, ale nabízí i možnost využívat instalace Debianu, na kterém je založen.
- DeLi(cate) – stránka projektu (anglicky): pro velmi starý hardware, od 386 po Pentium III.
- Devil-Linux – speciální Live CD distribuce určená především pro firewally, routery a servery. Obsahuje velké množství softwaru – především servery všeho druhu. Devil-Linux má pouze textové uživatelské rozhraní.
- ELive
- Feather Linux – sdílí podobné cíle jako Damn Small Linux, je odvozen od Knoppixu. Obsahuje více softwaru, neboť pod pojmem „malý“ rozumí 115 MB. Je kompatibilní s balíčkovacím systémem Debianu.
- Flonix USB Edition – je komerční distribuce dodávaná na USB flash disku. Je odvozená od Knoppixu. Umožňuje stáhnout program do RAM a hned ho využívat.
- Joli OS – nenáročná distribuce určená především pro netbooky a starší počítače.
- Knopperdisk – určená pro použití z USB flash disku, je založená na Gentoo.
- Linux Lite – další z odnoží Ubuntu s poměrně nízkými hardwarovými nároky.
- Lubuntu – distribuce vycházející ze známého Ubuntu s lehkým grafickým prostředím LXDE. Možno spustit jak Live CD, tak instalaci.
- MX Linux – 32 i 64 bitová lehká distribuce založená na Debian Stable a antiX
- Puppy Linux – velice minimalistická distribuce pro slabé počítače. Je určena tam, kde je i Damn Small Linux příliš náročný.
- Q4OS – distribuce pro 32 i 64 bitové Intel kompatibilní systémy využívající jako základní DE Trinity Desktop Environment, postavená na Debianu
- redWall Firewall – speciální Live CD distribuce určená především pro firewally, routery a servery. Obsahuje velké množství softwaru – především servery všeho druhu. redWall Firewall má pouze textové uživatelské rozhraní.
- SliTaz
- SPBLinux – mini-distribuce pro USB flash disky.
- Tiny Core Linux – je minimalistická distribuce (má kolem 15 MB). Nabízí základní systém a minimalistické programy. Přidání funkcí je možné instalací rozšíření.
- Vector Linux

## Zcela nebo částečně komerční distribuce
- Libranet – desktopová distribuce založená na a stoprocentně kompatibilní s Debianem.
- Linspire – desktopově orientovaná distribuce, dříve známá jako "Lindows", založená na Xandrosu a Debianu. Další software je dostupný i pomocí Debianovského příkazu APT, i když není zaručena kompatibilita. Obsahuje značné množství proprietárního obsahu.
- Mandrakelinux – v roce 2005 přejmenován na "Mandriva Linux" (po spojení Mandrakesoftu a Conectivy). Mandriva je považována za jednu z nejsnadnějších distribucí pro nováčky. Původně vznikla jako varianta Red Hat Linuxu optimalizovaná pro procesory kompatibilní s Intel Pentium. "Mandriva Linux" byl v roce 2010 uvolněn komunitě pod názvem "Mageia". www.mageia.org
- Mobilinux – pro mobilní telefony (smartphone).
- Nitix
- Novell Linux Desktop
- Red Hat Enterprise Linux – nástupce Red Hat Linuxu s podporou pro podnikovou sféru.
- SUSE Linux Enterprise Desktop – distribuce orientovaná na desktop a sponzorovaná SUSE. Vychází z openSUSE.
- SUSE Linux Enterprise Server – distribuce orientovaná na server a sponzorovaná SUSE. Vychází z openSUSE.
- Xandros – Kanadský Xandros je založen na dnes již nevyvíjejícím se Corel Linuxu se zaměřením na desktopový trh a kompatibilitu s Microsoft Windows. Distribuce Xandros nemůže být dále šířena, neboť obsahuje proprietární software (nemůže být šířena jako celek, části pod GNU GPL samozřejmě šířeny být mohou).
- YES Linux

## Distribuce pro zvláštní účely
- 2X ThinClientServer PXES edition – stránka projektu (anglicky): distribuce pro vytvoření tenkého klienta z běžného počítače.
- Ångström distribution – distribuce určená zejména pro malá zařízení, PDA.
- BackTrack – distribuce Linuxu vytvořena jako Live CD, které vzniklo ze spojení WHAX a Sbírky kontrol bezpečnosti.
- BrazilFW – stránka projektu (anglicky): následovník již nevyvíjeného Coyote Linuxu.
- BlackArch – stránka projektu(anglicky):postaven na ArchLinuxu pro speciální použití forenzních technik a penetračních testování jiná obdoba Kali nikoliv na bázi debianu aktivní komunita od roku 2013 v česku i pro slovenské vývojáře vznikla v roce 2016 stránka
- Cooperative Linux – stránka projektu (anglicky): port jádra Linuxu umožňující běh Linuxu jako aplikace v Microsoft Windows.
- Coyote Linux – distribuce pro nasazení na routerech a firewallech.
- Demudi Linux – distribuce založená na Debianu, zaměřená na multimédia, je součástí projektu Agnula.
- Dragora GNU/Linux-libre – stránka projektu (anglicky): distribuce příbuzná s Slackware, používající jako výchozí jádro Linux-libre.
- Dynebolic – Live CD distribuce se zaměřením na multimédia.
- Edubuntu – distribuce zaměřená na školství. Vychází z Ubuntu, ale nabízí bohatší výukovou sestavu programů. Prostředí GNOME.
- EduLinux – stránka projektu z archivu (francouzsky): distribuce pro vzdělávací účely vycházející z Mandrivy.
- EduLinux – stránka projektu (španělsky): iniciativa chilského ministerstva školství vycházející z K12Linux.
- ELinOS – profesionální distribuce embedded Linuxu pro x86, PowerPC, ARM/XScale, MIPS, SH a jiné architektury používaná v letectví, automatizaci, telekomunikacích, zdravotnické technice a dalších odvětvích.
- Elive – Live CD s implementací Enlightenment r.16.
- ELKS Linux – The Embeddable Linux Kernel Subset.
- Embedded Debian
- Embedix
- Flightlinux – distribuce pro nasazení v raketoplánech a dalších vesmírných plavidlech.
- GeeXboX – distribuce se zaměřením na multimédia.
- Ghost 4 Linux – stránka projektu (anglicky): Live CD distribuce určená na zálohování diskových oddílů.
- Gibraltar – distribuce pro nasazení na routerech a firewallech.
- GParted Live – stránka projektu (anglicky): Live CD distribuce určená na editaci diskových oddílů.
- Hard Hat Linux – viz MontaVista Linux.
- IPCop – distribuce pro nasazení na routerech a firewallech.
- Kali-Linux – stránka projektu distribuce na bázi debianu upravené extra pro penetrační testování a forenzní techniky viz Blackarch,Kali je oblíben u řady hackerů stejně tak jako Blackarch rozhodně nejde o distribuce určené začátečníkům.
- Korora – demonstrační CD technologie Xgl.
- LG3D – Live CD, Looking Glasses 3D implementace přes prostředí Java.
- Linux From Scratch – toto vlastně není distribuce, ale jen dokument specifikující, jak si zkompilovat celý Linux ze zdrojových kódů.
- MontaVista Linux
- MoviX – minidistribuce určená hlavně pro sledování filmů.
- MythDora Linux – DVD distribuce určená pro „Media-Center“ počítače založená na FC5.
- Netstation Linux – stránka projektu (anglicky): distribuce pro vytvoření tenkého klienta z běžného počítače.
- OpenWrt – distrubuce určená pro směrovače.
- OpenZaurus – stránka projektu: distribuce založená na Debianu, určená pro PDA Zaurus od firmy Sharp.
- OracleLinux – stránka projektu (anglicky): distribuce vychází z Red Hat, určená pro stabilní provoz databáze Oracle.
- Parabola GNU/Linux-libre – stránka projektu: distribuce založená na Arch Linuxu, používající jako výchozí jádro Linux-libre.
- PilotLinux – stránka projektu: distribuce pro vytvoření tenkého klienta z běžného počítače.
- postmarketOS – distribuce zaměřená především na chytré telefony.
- SELinux – verze se zvýšenou bezpečností (Security-Enhanced) linuxového jádra (tedy nikoli distribuce jako taková) vytvořená NSA.
- Sentry Firewall – distribuce pro nasazení jako firewall, server nebo systém odhalení průniku do systému.
- Skolelinux – založen v Norsku jako distribuce pro školy, odvozen od Debianu, určen pro tenké klienty.
- SmoothWall – distribuce pro nasazení na routerech a firewallech.
- Sonar GNU/Linux – stránka projektu (anglicky): distribuce podporující asistivní technologie pro postižené.
- The Linux Router Project – distribuce pro nasazení na routerech.
- Thinstation – stránka projektu (anglicky): distribuce pro vytvoření tenkého klienta z běžného počítače.
- Tinfoil Hat Linux – distribuce snažící se o maximální bezpečnost, určena pro nabootování z diskety.
- Whonix – distribuce postavená na Debianu zaměřená na bezpečnost, soukromí a anonymitu

## Mrtvé nebo neaktivní
- Beehive – naposledy vyšel roku 2002.
- College Linux – distribuce z Robert Kennedy College, Delemont, Švýcarsko. Založena na Slackware. Naposledy vyšel roku 2003.
- Conectiva – Brazilská distribuce. Ji vyvíjející firma, zakládající člen nyní neaktivního sdružení United Linux, se v roce 2005 spojila s Mandriva Linuxem.
- Corel Linux – byl odvozen od Debianu, poté, co byl jeho vývoj v roce 2001 ukončen, na něj navázal Xandros.
- CrunchBang Linux – distribuce založená na Debianu. Jako správce oken používá Openbox. Používá programy postavené na GTK+. Vývoj distribuce skončil v únoru 2015.
- Icepack Linux – uživatelsky přívětivá distribuce založená na RPM. Poslední vydání v roce 2003.
- LinuxXP – jednoduchá distribuce zaměřená na uživatele Windows, bez nutnosti vytvoření nového diskového oddílu a procházení složitou hardwarovou konfigurací. Poslední verze sice vyšla v roce 2008, ale v současnosti nefunguje odkaz na stažení i koupi a neví se, zda tato distribuce není dostupná pouze v Rusku.
- Lycoris Desktop/LX – určena pro desktopy, jeho instalace je srovnatelně lehká s tou Mandrivy. V roce 2005 odkoupena Mandrivou.
- Morphix – Live CD distribuce odvozená z Debianu. Nová verze nevyšla od roku 2003.
- Red Hat Linux – se rozdělil na Fedora Core a Red Hat Enterprise Linux. Poslední verze byla 9.0 v březnu 2003.
- Saxana.cz – Česká Live CD distribuce založená na Gentoo.
- Sun Wah RAYS LX – Čínská distribuce založená na Debianu.
- ThizLinux – Hongkongská distribuce, naposledy vyšla v roce 2003.
- United Linux – skupina distributorů se spojila. Chtěli vytvořit společnou základnu, výchozí distribucí měla být SuSE.
- Yggdrasil Linux/GNU/X – jedna z nejstarších distribucí Linuxu, vývoj od roku 1995 nepokračuje.